# Monanthotaxis poggei
Monanthotaxis poggei Engl. & Diels – gatunek rośliny z rodziny flaszowcowatych (Annonaceae Juss.). Występuje naturalnie w Angoli, Demokratycznej Republice Konga, Rwandzie, Burundi oraz Tanzanii. 

## Morfologia
PokrójZimozielone i zdrewniałe liany dorastające do 1–6 m wysokości. Młode pędy są owłosione.
LiścieMają eliptyczny, podłużny lub podłużnie owalny kształt. Mierzą 8–16,5 cm długości oraz 3,5–7,5 cm szerokości. Są lekko owłosione od spodu. Nasada liścia jest zaokrąglona lub klinowa. Blaszka liściowa jest o ostrym lub spiczastym wierzchołku. Ogonek liściowy jest owłosiony i dorasta do 3–5 mm długości.
KwiatySą pojedyncze lub zebrane po 2–4 w wierzchotki, rozwijają się w kątach pędów. Mają 2 lub 3 owłosione działki kielicha o owalnie trójkątnym kształcie i dorastających do 1–2 mm długości. Płatki mają owalnie eliptyczny kształt i białą lub żółtawą barwę, osiągają do 4–5 mm długości. Kwiaty mają 12–24 owłosionych owocolistków o elipsoidalnym kształcie i długości 1 mm.
OwoceMają eliptyczny lub cylindryczny kształt, zebrane po 6–8 w owoc zbiorowy. Są owłosione, osadzone na szypułkach. Osiągają 12–22 mm długości i 7–8 mm szerokości.

## Biologia i ekologia
Rośnie w wiecznie zielonych lasach. Występuje na wysokości od 700 do 1100 m n.p.m.